# Строугал, Винценц
Ви́нценц Стро́угал (Винсенс Струхаль) (чеш. Vincenc (Čeněk) Strouhal; 10 апреля 1850 — 26 января 1922) — чешский физик и гидродинамик, специалист по экспериментальной физике. Один из основателей Департамента физики (1907 год) в Карловом университете в Праге. Также был ректором этого университета с 1903 по 1904 годы.
В честь Строугала был назван один из параметров подобия в гидродинамике — число Струхаля.